# Archidiocèse de la Mère de Dieu de Moscou
L' archidiocèse de la Mère de Dieu de Moscou (Archidioecesis Moscoviensis Matris Dei ; Архиепархия Матери Божией в Москве), dans la fédération de Russie, a été érigé canoniquement le 11 février 2002 par le pape Jean-Paul II. Il avait auparavant été érigé en administration apostolique le 13 avril 1991, à partir du territoire du archidiocèse de Moguilev et du diocèse de Vladivostok. Son archevêque est Paolo Pezzi, d'origine italienne, de nationalité russe depuis 2011 et son évêque auxiliaire est Nikolaï Doubinine, depuis le 30 juillet 2020.

## Statistiques
Il y a 200 000 catholiques dans la région de Moscou, soit 0,3 % de la population totale. Cent trente-sept prêtres exercent leur ministère dans soixante-trois paroisses et il y a près de 240 religieux catholiques dans cette province ecclésiastique. Ce diocèse a une superficie de 2 629 000 km2.

## Relation avec les orthodoxes
La plupart des prêtres catholiques de Moscou ne sont pas nés en Russie et la situation reste difficile pour l'Église catholique dans cette région du monde. Le dialogue œcuménique avec l'Église orthodoxe russe est nécessaire tous les jours pour assurer la paix sociale.

## Vie ecclésiale
La paroisse Saint-Louis-des-Français a longtemps été la seule paroisse catholique de Moscou pendant l'ère soviétique. Les catholiques devaient auparavant se cacher, mais aujourd'hui les messes sont célébrées vingt-sept fois par jour en douze langues. Le 8 décembre 1991, dernier jour de l'Union soviétique, était également la fête de l'Immaculée-Conception.
Cet archidiocèse possède donc deux églises à Moscou, dont la cathédrale de l'Immaculée Conception de Moscou et l'église Saint-Louis-des-Français, ainsi qu'une chapelle (Sainte-Olga). Il y a aussi des messes célébrées à l'intérieur des ambassades américaine et allemande. L'archidiocèse possède et relève d'autres églises à Saint-Pétersbourg, Vladimir, etc.
Les jeunes sont actifs dans ce diocèse, mais la législation russe implique un enregistrement des paroisses et des communautés religieuses s'effectuant avec lenteur et parfois difficulté. Toutefois de nombreuses organisations missionnaires catholiques sont actives en Russie, dont les Focolari, le Chemin néocatéchuménal, le mouvement Communion et libération, la Communauté Saint Jean, l'Opus Dei et Caritas. 
La Russie est souvent associée aux événements de Fátima. Sœur Lucie s'est réjouie en 1991 en rencontrant le nouvel administrateur apostolique russe. En 2004, le pape et le patriarche Alexis II ont échangé des vœux de paix, lorsque Jean-Paul II a rendu à la Russie l'icône de ND de Kazan. Le pape François et le patriarche Cyrille se sont rencontrés à Cuba en 2017.

## Situation des uniates
Les gréco-catholiques, membres de l'Église gréco-catholique russe, ou uniates, vivant dans l'archidiocèse de Moscou, sont rattachés depuis 2004 à Mgr Joseph Werth, évêque de Novossibirsk et ordinaire des catholiques de rite byzantin. 

## Suffragants
- Diocèse de Saint-Clément à Saratov
- Diocèse de Saint-Joseph à Irkoutsk
- Diocèse de la Transfiguration à Novossibirsk